# Écurie
Écurie är en kommun i departementet Pas-de-Calais i regionen Hauts-de-France i norra Frankrike. Kommunen ligger i kantonen Dainville som tillhör arrondissementet Arras. År 2022 hade Écurie 374 invånare.

## Befolkningsutveckling
Antalet invånare i kommunen Écurie
| Referens: INSEE |